# Hasarius adansoni
Hasarius adansoni е вид паяк от семейство Скачащи паяци (Salticidae). Видът не е застрашен от изчезване.

## Разпространение
Разпространен е в Австралия, Гърция, Йемен, Израел, Индия, Индонезия, Испания, Италия, Китай, Мароко, Реюнион, Сейшели, Турция, Финландия, Централноафриканска република и Япония. Внесен е в Белгия, Германия, Нидерландия, Полша, Чехия и Швейцария.

## Описание
Популацията на вида е стабилна.